# Birgit Beyer
Birgit Beyer (* 13. Dezember 1967 in Ulm) ist eine ehemalige deutsche Hockeynationalspielerin und Olympiateilnehmerin.

## Karriere

### Jugend
Birgit Beyer kam als 14-Jährige durch den Schulsport zum Hockey beim Heidenheimer SB. Zuvor hatte sie schon viele andere Sportarten ausprobiert – vom Volleyball über Judo bis zum Fechten.

### Aktive
Sie spielte bei den HTC Stuttgarter Kickers, beim Dürkheimer HC sowie eine Saison beim Club Raffelberg in Duisburg, bevor sie zu den Kickers zurückkehrte. 1997 ging Beyer für ein Jahr nach Australien. Ab 1998 hütete sie das Tor von KTHC Stadion Rot-Weiss. 2004 entschloss sie sich zum Rücktritt.
Birgit Beyer debütierte 1993 in der deutschen Hockeynationalmannschaft und nahm an den Olympischen Spielen in Atlanta (1996) und Sydney (2000) teil. Im selben Jahr wurde sie Hallen-Europameisterin.
Insgesamt wirkte Birgit Beyer von 1993 bis 2002 in 83 Länderspielen mit, davon zwei in der Halle.